# Kampstjärnsberget
Kampstjärnsberget är ett naturreservat i Ljusdals kommun i Gävleborgs län.
Området är naturskyddat sedan 2009 och är 41 hektar stort. Reservatet består av skog med gamla aspar, sälgar och granar. Kampstjärnen omgiven av myrmark återfinns i nordväst och Kampstjärnsbäcken rinner genom området.